# Kaan Ayhan
Kaan Ayhan (* 10. November 1994 in Gelsenkirchen) ist ein türkisch-deutscher Fußballspieler. Der Rechtsfüßer wird vorrangig als Innenverteidiger eingesetzt, kann aber auch im defensiven Mittelfeld und auf den Außenverteidigerpositionen spielen. Er steht in der Türkei bei Galatasaray Istanbul unter Vertrag und spielt zudem für die türkische Nationalmannschaft.

## Privates
Kaan Ayhans Vater stammt aus Iğdır und seine Mutter aus Maçka. Er ist der Neffe des in Recklinghausen geborenen ehemaligen türkischen Fußballers Saffet Kaya (* 1981), der aus der Jugendabteilung von Borussia Dortmund stammt und unter anderem bei Galatasaray Istanbul und Antalyaspor unter Vertrag stand.
Sein jüngerer Bruder Mertcan Ayhan ist ebenfalls Fußballprofi zurzeit beim FC Schalke 04.

## Vereinskarriere

### FC Schalke 04
Der in Gelsenkirchen geborene Ayhan begann 1999 im Verein Fußball zu spielen. Sein erster Verein war der Bundesligist FC Schalke 04. Er durchlief sämtliche Jugendabteilungen der Schalker. Für die B-Jugend absolvierte er 39 Spiele, erzielte dabei 15 Tore und bereitete neun weitere Treffer vor. In der A-Jugend wiederholte er eine ähnliche Leistung. 2012 wurde er mit der Schalker A-Jugend deutscher Meister.
Am 18. Januar 2012 unterschrieb Ayhan bei Schalke einen Profivertrag ab Juli 2013, der bis 2015 gilt. In der Winterpause 2012/13 nahm er am Wintertrainingslager des FC Schalke in Katar teil. Zur Saison 2013/14 rückte er schließlich fest in den Profikader auf. Sein Debüt in der Bundesliga gab er am 5. Oktober 2013 im Heimspiel gegen den FC Augsburg, als er in der 85. Minute für Ádám Szalai eingewechselt wurde. Am 4. November 2013 wurde sein Vertrag bis 2017 verlängert.
Aufgrund der personellen Lage mit vielen Verletzten rückte Ayhan in der Rückrunde für mehrere Spiele in die Startelf und überzeugte mit guten Leistungen. Die meisten Spiele agierte er als Innenverteidiger, sein Debüt in der UEFA Champions League gab er im Achtelfinalrückspiel gegen Real Madrid auf der Position im defensiven Mittelfeld. Am vorletzten Spieltag gelang ihm beim 2:0-Auswärtssieg gegen den SC Freiburg sein erstes Bundesligator. Gegen die Freiburger lief er als linker Außenverteidiger auf. Er beendete die Saison mit seiner Mannschaft auf Tabellenplatz 3, der die direkte Qualifikation für die Champions League 2014/15 bedeutet.
In die Saison 2014/15 startete er in den ersten zwei Ligaspielen als rechter Außenverteidiger, rückte danach in die Innenverteidigung. Insgesamt kam er zu 12 Einsätzen in der Bundesliga-Hinrunde, darunter waren allerdings auch drei Kurzeinsätze. In der Champions League bestritt er vier von sechs Gruppenspielen und konnte sich mit seinem Team für das Achtelfinale qualifizieren. Dort schied man erneut gegen Real Madrid aus. War er unter Jens Keller teilweise noch Stammspieler, gehörte er unter Roberto Di Matteo nur noch selten zum Kader. Im April 2015 zog Ayhan sich eine Kapselverletzung zu und fiel für den Rest der Saison aus. Dem nach der Saison entlassenen Di Matteo folgte André Breitenreiter. Unter Breitenreiter kam Ayhan in der gesamten Bundesliga-Hinrunde 2015/16 lediglich zu einem Kurzeinsatz am 4. Spieltag. In der UEFA Europa League absolvierte Ayhan immerhin vier von sechs möglichen Gruppenspielen und konnte im Spiel gegen Sparta Prag ein Tor vorbereiten.

### Eintracht Frankfurt
Nachdem Ayhan in der Hinrunde der Saison 2015/16 nur einmal für Schalke zum Einsatz gekommen war, wurde er bis Saisonende an den Ligakonkurrenten Eintracht Frankfurt verliehen. Sein Debüt für die Eintracht machte er am 6. Februar 2016, am 20. Spieltag, bei der 2:4-Niederlage gegen den VfB Stuttgart. Beim Stand von 0:2 wurde er zu Beginn der zweiten Hälfte gegen Änis Ben-Hatira ausgewechselt. Am 9. April 2016, dem 29. Spieltag der Bundesliga, bestritt er bei der 0:2-Niederlage gegen die TSG 1899 Hoffenheim sein zweites und letztes Pflichtspiel für die Frankfurter.

### Fortuna Düsseldorf
Zur Saison 2016/17 kehrte Ayhan zunächst zurück zum FC Schalke 04. Am 31. August 2016 wurde sein Wechsel zu Fortuna Düsseldorf bekannt gegeben, am 30. Mai 2018 wurde der Vertrag vorzeitig bis 2021 verlängert. Dort entwickelte er sich in der Zweiten Bundesliga bald zum Stammspieler. In der Saison 2017/18 war er Stamminnenverteidiger und verpasste nur drei Ligapartien aufgrund einer Gelbsperre und zwei Gelbrotsperren. Am Ende der Saison stieg er mit Düsseldorf in die Erste Bundesliga auf. Auch dort spielte er zunächst regelmäßig, wurde nach dem 10. Spieltag aufgrund einer Formschwäche aber zunächst aus der Startelf, dann ganz aus dem Kader gestrichen. Mitte Dezember 2018 konnte er sich wieder für einen Einsatz empfehlen und stand bei der Heimpartie gegen den SC Freiburg am 15. Dezember 2018 (15. Spieltag) wieder in der Startelf. Beim 2:0-Sieg der Düsseldorfer erzielte Ayhan beide Treffer. In der Folge war der Deutschtürke weiter unter Trainer Friedhelm Funkel gesetzt, verpasste lediglich zwei weitere Partien und hielt mit der Fortuna als Zehnter die Klasse. In der Folgesaison war Ayhan neben Kasim Adams Nuhu sowohl in der Dreier- wie auch in der Viererkette fester Teil des Defensivverbunds. Jedoch kassierten nur drei Teams noch mehr Gegentreffer und Düsseldorf musste als Vorletzter zurück in die 2. Bundesliga.

### US Sassuolo
Der Verteidiger ging diesen Schritt nicht mit und wechselte stattdessen zur Spielzeit 2020/21 in die italienische Serie A zur US Sassuolo.

### Galatasaray Istanbul
Am 30. Januar 2023 gab Galatasaray Istanbul den Wechsel von Ayhan bekannt. Der Abwehrspieler wurde bis zum Ende der Spielzeit 2022/23 ausgeliehen. Galatasaray bezahlte eine Leihgebühr von 400.000 Euro und hat für den türkischen Nationalspieler eine bedingte Kaufoption in Höhe von 2,8 Millionen Euro. Ayhan wurde mit den Gelb-Roten türkischer Meister und kam zu fünf Ligaeinsätze. Galatasaray Istanbul zog die Kaufoption für Kaan Ayhan und bezahlte eine Ablöse in Höhe von 2,8 Millionen Euro.

## Nationalmannschaft

### Deutschland
Ayhan bestritt im Herbst 2009 zwei Länderspiele für die türkische U17-Nationalmannschaft und entschied sich anschließend, für die deutschen Juniorennationalmannschaften aufzulaufen. Vom 3. bis 15. Mai 2011 nahm er an der U17-Europameisterschaft in Serbien teil und erreichte mit seiner Mannschaft das Endspiel. Im Halbfinale gegen die Junioren von Dänemark erzielte er sein einziges Turniertor. Anschließend nahm er vom 18. Juni bis 10. Juli an der U17-Weltmeisterschaft 2011 in Mexiko als rechter Außenverteidiger teil und kam siebenmal zum Einsatz. Beim Sieg gegen England markierte er sein erstes Turniertor.

### Türkei
Im Oktober 2013 wurde Ayhan in den Kader der türkischen U21-Nationalmannschaft berufen. Am 11. Oktober 2013 kam er dort zu seinem ersten Einsatz im EM-Qualifikationsspiel gegen Griechenland in der Startaufstellung.

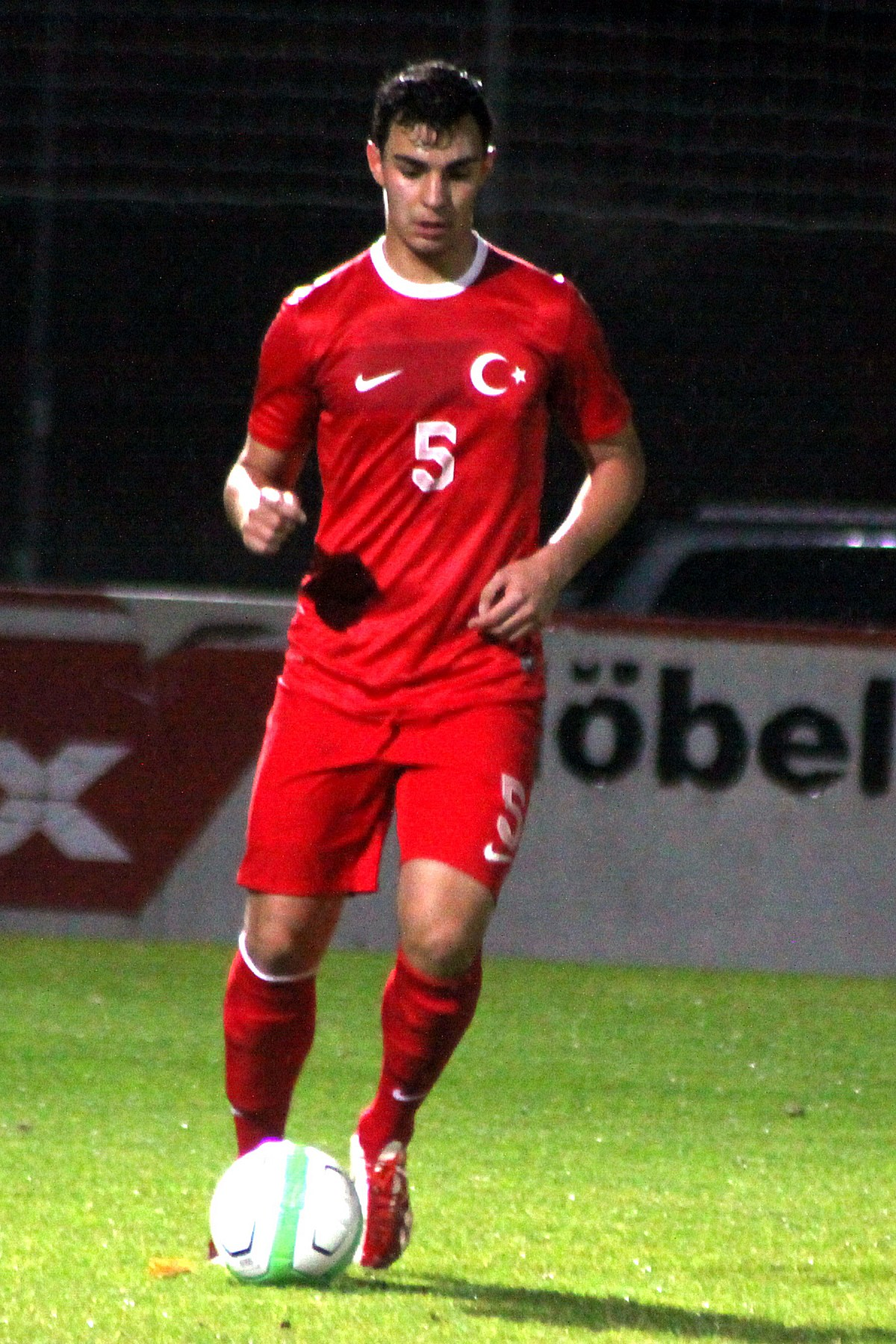
Kaan Ayhan am 14. November 2013 im Testspiel gegen die österreichische U-21-Auswahl

Nachdem er bei seinem Verein über längere Zeit zu überzeugen wusste, wurde er im Oktober 2014 im Rahmen zweier Qualifikationsspiele der EM 2016 vom Nationaltrainer Fatih Terim zum ersten Mal in seiner Karriere in das Aufgebot der türkischen Nationalmannschaft nominiert. Aufgrund einer Verletzung wurde er aber wieder ausgeladen. Am 31. August 2016 debütierte er für die türkische Nationalmannschaft in einem Freundschaftsspiel gegen Russland, als er in der 46. Minute eingewechselt wurde. Im Oktober 2019 fiel Ayhan auf, als er nach seinem Tor zum 1:1 im Euro-Qualifikationsspiel gegen Frankreich den Militärgruß im Zusammenhang mit der türkischen Militäroffensive in Nordsyrien, im Gegensatz zu seinen Teamkollegen, auf dem Platz verweigerte. In der Kabine nahm Ayhan allerdings ein Foto auf, in dem er ebenfalls salutierte.
Im Jahr 2021 wurde er in den türkischen Kader für die Fußball-Europameisterschaft 2021 berufen.

## Spielweise
Ayhan kann auf mehreren Positionen spielen. Beim FC Schalke 04 wurde er meistens als Innenverteidiger oder im defensiven Mittelfeld eingesetzt und bei Spielen für diverse Junioren-Nationalmannschaften spielte er auch als Außenverteidiger. Ayhan gilt als guter Vorbereiter und überzeugt durch sichere Ballführung. Daneben hat er einen sehr harten Schuss, der bis zu 115 km/h erreicht.

## Erfolge
FC Schalke 04
- Deutscher A-Jugend-Meister: 2012

Galatasaray Istanbul
- Türkischer Meister (3): 2023, 2024, 2025
- Türkischer Fußballpokal: 2025

Nationalmannschaft
- Dritter der U17-Weltmeisterschaft: 2011
- U17-Vize-Europameister: 2012